# 宮崎県道448号目井津港線
宮崎県道448号目井津港線（みやざきけんどう448ごう めいつこうせん）は、宮崎県日南市を通る一般県道である。

## 概要

### 路線データ
- 起点：日南市南郷町中村（目井津港）
- 終点：日南市南郷町中村（目井津港入口交差点、国道220号交点）

## 歴史
- 1959年（昭和34年）10月6日 - 宮崎県告示第471号[1]により路線認定される。当時の整理番号は81。

## 地理

### 通過する自治体
- 日南市

### 交差する道路
| 交差する道路             | 交差する場所 | 交差する場所              |
| ------------------------ | ------------ | ------------------------- |
| 国道220号 国道448号 重複 | 南郷町中村   | 目井津港入口交差点 / 終点 |

### 沿線
- 目井津港